# Iapetos
För månen Iapetus, även stavad Japetus, se Iapetus.
Iapetos, (På latin Iapetus) titan inom grekisk mytologi. Son till Uranos och Gaia. Iapetos var gift med okeaniden Klymene som var dotter till Okeanos och Tethys. Tillsammans fick de Atlas, Menoitios, Prometheus och Epimetheus. Iapetushavet är uppkallat efter Iapetos.